# Église Saint-Jean-l'Évangéliste de Truro
Pour les articles homonymes, voir Église Saint-Jean-l'Évangéliste.
L'église Saint-Jean-l'Évangéliste de Truro (anglais : St John the Evangelist's Church) est une église paroissiale anglicane située à Truro, dans le comté anglais de Cornouailles. Cet édifice achevé en 1828 est classé monument classé de Grade II depuis 1971.

## Historique
L'église Saint-Jean est édifiée en 1828 d'après les plans de l'architecte Philip Sambell de Devonport. Elle est remodelée par William Henry Reid of Plymouth en 1860, avec notamment l'ajout de l'abside. La paroisse Saint-Jean n'est pourtant créée qu'en 1865.
D'importantes modifications sont apportées à l'édifice par James Arthur Reeve d'Exeter en 1884 : le plafond en plâtre est remplacé par un nouvel ensemble ornemental en bois sculpté et un orgue est installé. L'église est rouverte le 12 octobre 1884. Dans la même période, elle est pourvue de vitraux fabriqués entre 1884 et 1887 par l'atelier Heaton, Butler et Bayne (en).
D'autres travaux ont lieu en 1892.
L'église Saint-Jean-l'Évangéliste ainsi que la grille de sa cour sont classés sur la National Heritage List for England depuis le 8 janvier 1971, aujourd'hui en tant que monument de Grade II.
En 2010, le National Churches Trust (en) garantit 10 000 £ pour financer des réparations dans l'église.

## Architecture

### Plan
L'église Saint-Jean suit un plan rectangulaire terminé par une abside. Elle dispose d'une surface au sol de 405 m2.

### Extérieur
Les façades de l'église sont faites à partir de gravats avec des éléments en granite et en brique de taille, à l'exception de la façade ouest qui est intégralement en granite de taille. Celle-ci s'étend de façon symétrique sur trois travées : la travée centrale en saillie est surmontée d'une coupole supportée par six colonnes toscanes fines et est devancée par un porche circulaire en double saillie orné de cinq arches semi-circulaires et d'un parapet mouluré. Le côté nord du porche est équipé d'une porte en arche Tudor (en). Au-dessus du porche, la façade est pourvue d'une rosace dont la partie inférieure est tronquée. Les deux travées latérales sont à paroi pleine.
Le toit de l'édifice est fait d'ardoise de Delabole. Son extrémité ouest est en croupe.

### Intérieur
Les murs intérieurs sont intégralement couverts de blanc,.
La nef possède un plafond décoratif en bois sculpté à motifs. Les deux bas-côtés sont surmontés de tribunes supportées par des colonnes,. Ils possèdent chacun trois groupes de trois vitraux datés de 1887, qui représentent des arbres en motif,,,,,. Les vitraux des tribunes, datés de 1886, reprennent ces mêmes motifs, mais avec des représentations principales différentes : ainsi, dans la tribune sud, le premier groupe de vitraux montre un calice, Melchisédech et un patène, tandis que le deuxième montre l'eau jaillissant du rocher, Moïse et le Buisson ardent ; dans la tribune nord, on voit un parchemin, le roi David jouant de la harpe, ainsi qu'une fronde et des pierres.
Un orgue, une chaire et des stalles sont présents dans le chœur.
L'abside de style italien possède un plafond peint qui représente la Résurrection de Jésus,. Elle est pourvue de trois vitraux doubles datées de 1884 : le vitrail de gauche montre Jonas sortant du ventre de la baleine, le vitrail central montre l'ange apparaissant aux femmes le jour de la Résurrection et celui de droite montre Élie emporté au Ciel par un chariot de feu.
Dans le baptistère, cinq peintures sur bois illustrent des épisodes de la christianisation de la Grande-Bretagne (en) au haut Moyen Âge : le baptême du roi Æthelberht (en 597), saint Aidan (VIIe siècle), saint Cybi (en) (VIe siècle), saint Grégoire et saint Augustin de Cantorbéry (VIe-VIIe siècles).
Sur la façade occidentale, la rosace tronquée est composée d'une grande cocarde centrale accompagnée de cinq petites cocardes disposées en arc de cercle. La cocarde centrale montre un aigle comme symbole de Jean l'évangéliste, tandis que les petites cocardes sont pourvues de deux lignes de texte chacune. Tous ces vitraux sont fabriqués en 1884.

## Orgue
L'orgue de l'église Saint-Jean-l'Évangéliste est fabriqué par Forster et Andrews (en) en 1884 et acheté au prix de 344 £ (
soit 36 100 $ en 2025). Il est amélioré à trois reprises : par Heard vers 1900, par Chenery & Lock de St. Austell et Torpoint vers 1952, et par Osmond de Taunton vers 1971, avant d'être restauré par Lance Foy de Truro en 1999.
Voici la composition détaillée de l'orgue : 
| Pedal C–f1 |              |     |
| 1.         | Bourdon      | 16′ |
| 2.         | Bourdon Soft | 16′ |
| 3.         | Principal    | 8′  |

| Great C–g3 |                     |    |
| 4.         | Open Diapason Large | 8′ |
| 5.         | Stopped Diapason    | 8′ |
| 6.         | Dulciana            | 8′ |
| 7.         | Viol de Gamba       | 8′ |
| 8.         | Principal           | 4′ |
| 9.         | Flute               | 4′ |
| 10.        | Fifteenth           | 2′ |

| Swell C–g3 |                 |     |
| 11.        | Double Diapason | 16′ |
| 12.        | Violin Diapason | 8′  |
| 13.        | Lieblich Gedact | 8′  |
| 14.        | Echo Gamba      | 8′  |
| 15.        | Voix Celeste    | 8′  |
| 16.        | Principal       | 4′  |
| 17.        | Fifteenth       | 2′  |
| 18.        | Cornopean       | 8′  |
| 19.        | Oboe            | 8′  |

- Couplage : Swell/Pedal, Swell/Great, Swell octave/Great, Great/Pedal

## Statut paroissial et culte
La paroisse Saint-Jean-et-Saint-Paul de Truro est rattachée au doyenné de Powder et à l'archidiaconé de Cornouailles (en), au sein du diocèse de Truro de l'Église d'Angleterre. L'église Saint-Jean-l'Évangéliste partage son bénéfice avec les églises Saint-Paul et Saint-Georges-Martyr de Truro,.
Dans l'église Saint-Jean-l'Évangéliste, le rite est célébré selon les prescriptions du Culte commun (en).